# デジタリフト
株式会社デジタリフト（旧株式会社電子広告社、英文社名:DIGITALIFT INC.）は、東京都渋谷区に本社を置くデジタルマーケティングエージェンシーである。
アドテクノロジーを開発・展開するフリークアウト・ホールディングスの持分法適用関連会社。

## 概要
2012年、博報堂DYホールディングス傘下大広出身の百本正博によって株式会社電子広告社として設立された。2020年に現在の社名に変更。
社名である「DIGITALIFT」は、デジタル領域において、クライアントをリフトしていくという意味で名づけられた。

## 事業内容
インターネット広告事業をメインとして成長してきたが、近年はブランド・メディア事業部としてSEO、アフィリエイト、SNS運用、クリエイティブ制作など幅広いマーケティング支援を行っている。

## 沿革
- 2012年11月：百本正博が、東京都杉並区においてインターネット広告におけるトレーディングデスクを業とする株式会社電子広告社を設立
- 2013年10月：株式会社フリークアウト（現 株式会社フリークアウト・ホールディングス）の認定パートナー資格を取得
- 2014年4月：本社を東京都港区六本木に移転
- 2016年8月：株式会社フリークアウト（現 株式会社フリークアウト・ホールディングス）の連結子会社となる
- 2018年8月：日本インタラクティブ広告協会（JIAA）へ加盟
- 2019年10月：宮崎オフィス設立
- 2020年3月：社名を株式会社デジタリフトに変更
- 2021年9月：東京証券取引所グロース（旧マザーズ）に上場
- 2022年8月：沖縄オフィス設立
- 2023年
  - 1月：meyco株式会社のグループ会社化
  - 11月：ウェブココル株式会社のグループ会社化
- 2024年3月：本社を東京都渋谷区神宮前に移転

## 加盟団体
- 日本インタラクティブ広告協会（JIAA）